# Map Ta Phut
Map Ta Phut (in thailandese มาบตาพุด) è una città minore (thesaban mueang) della Thailandia di 71 932 abitanti (2020). Il territorio comunale occupa una parte del distretto di Mueang Rayong e una parte del distretto di Nikhom Phatthana in provincia di Rayong, nel gruppo regionale della Thailandia dell'Est.
A tutto il 2020 era la città più popolosa della provincia e di tutte le città minori della Thailandia. La folta popolazione si deve alla sua famosa ed estesa zona industriale, che ha dato lavoro a molti thailandesi ma ha fatto di Map Ta Phut uno dei luoghi più inquinati del Paese.

## Geografia fisica

### Territorio
Map Ta Phut è affacciata sulla costa del Golfo del Siam, si trova 8 km a ovest del capoluogo provinciale Rayong e 204 km a sud-est della capitale Bangkok. Il territorio comunale comprende anche l'isolotto di Koh Saket e si estende per un totale di 165,565 km², dei quali 144,565 sull'entroterra e 21 sulla superficie del mare.

### Clima
I seguenti dati sono stati rilevati nella stazione meteorologica della vicina Rayong. La più alta media mensile delle temperature massime è di 34,3° ad aprile, durante la stagione secca, con un picco di 40° registrato in quello stesso mese, mentre la più bassa media mensile delle minime è di 21,3° a dicembre, nella stagione fresca, con un picco di 13,3°, sempre a dicembre. La media massima mensile delle precipitazioni piovose è di 255,2 mm in ottobre, nella stagione delle piogge, con un picco giornaliero di 193 mm in ottobre. La media minima mensile è di 5,9 mm in dicembre. La stagione fresca va da novembre a gennaio, quella secca da febbraio ad aprile e quella delle piogge da maggio a ottobre.

## Storia
L'insediamento di Map Ta Phut ebbe il suo primo governo locale nel 1962 quando fu dichiarato distretto sanitario (in thailandese สุขาภิบาลม, sukhaphiban). Era a quel tempo una piccola cittadina i cui abitanti vivevano di pesca e agricoltura e nel 1978 aveva ancora 8 400 abitanti; la situazione cambiò radicalmente a partire dal 1989, quando fu inaugurata su una superficie iniziale di 650 ettari la zona industriale, la prima e la più grande del progetto statale di industrializzazione della costa orientale. Fu scelto di costruirla a Map Ta Phut dopo che erano stati scoperti grandi giacimenti di gas naturale nei fondali del Golfo di Thailandia. Molti thailandesi arrivarono e trovarono lavoro nelle molte nuove fabbriche di Map Ta Phut, e la popolazione iniziò a crescere anche nelle zone limitrofe.
Il 3 gennaio 1992 il distretto sanitario fu trasformato con regio decreto in municipalità con lo status di città di sottodistretto (in thailandese เทศบาลตำบล, thesaban tambon). Il 5 luglio 2001 divenne una città minore (in thailandese เทศบาลเมือง, thesaban mueang) dopo che fu emanato il relativo nuovo regio decreto. Nel frattempo la popolazione continuò a crescere e nel 2010 vi erano circa 90 000 residenti in città e nelle immediate vicinanze, oltre a 100 000 non residenti, e la fonte di sostentamento principale era diventata l'industria. Nel 2017 l'area su cui sorge la zona industriale era diventata di 1 600 ettari, a cui si aggiungevano altri 1 400 ettari nei dintorni su cui erano stati costruiti nuovi impianti industriali privati, per un totale di oltre 140 tra impianti petrolchimici, centrali a carbone e raffinerie di petrolio.

## Economia
L'economia cittadina dipende soprattutto dalla grande zona industriale, che ha dato lavoro a decine di migliaia tra i nativi e altri thailandesi. Secondo i piani statali, doveva diventare il centro petrolchimico con il quale la Thailandia poteva essere competitiva nei mercati mondiali. È la più grande del Paese, ha contribuito in modo significativo alla crescita del prodotto interno lordo della Thailandia e a ridurre le importazioni.

### Problemi ambientali

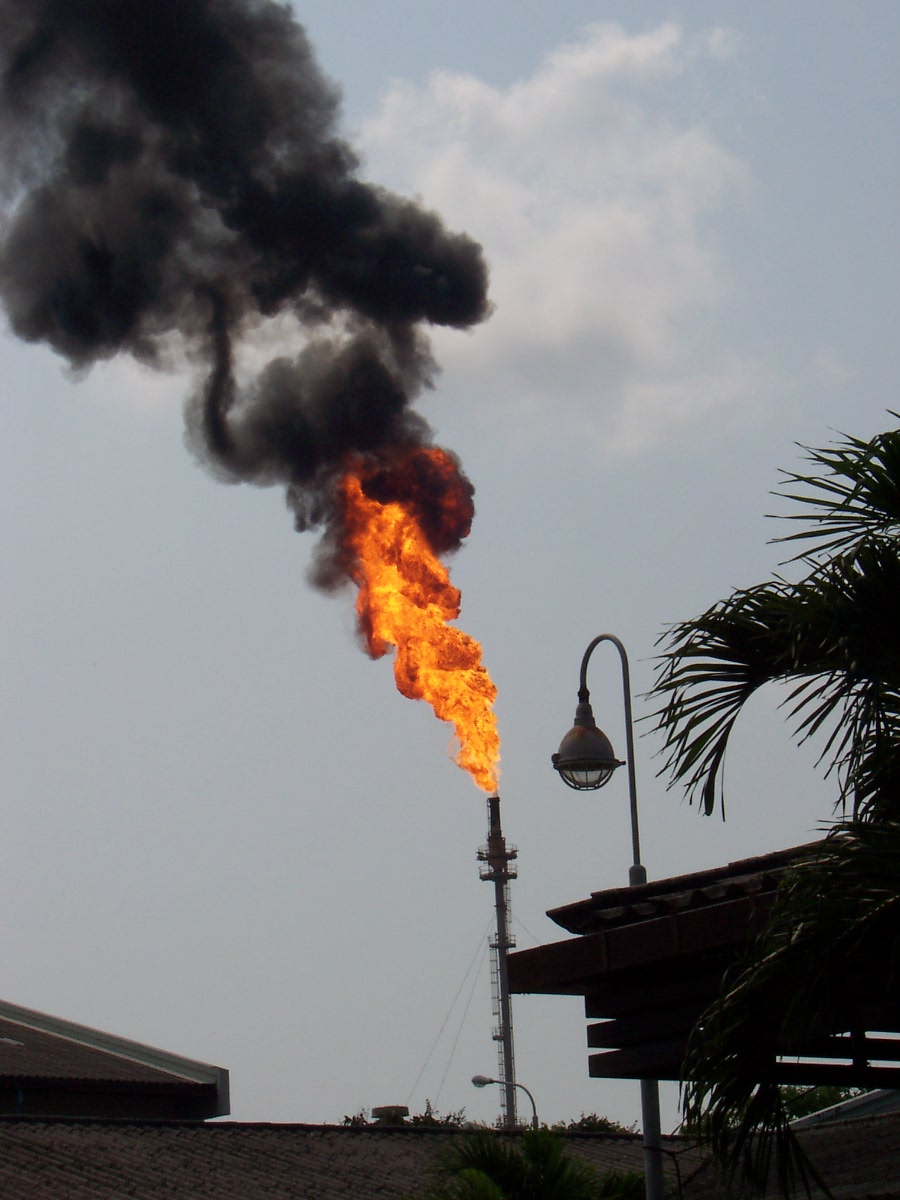
Ciminiera della PTT a Map Ta Phut

Lo sviluppo industriale ha provocato gravi danni all'ambiente, che da alcuni decenni hanno sollevato le preoccupazioni della popolazione locale. Secondo un rapporto del 2017 del World Resources Institute (WRI), sono stati riscontrati in città livelli pericolosamente alti di mercurio e arsenico nell'acqua potabile, nella provincia si è verificato un numero fuori dall'ordinario di tumori maligni nonché un aumento del numero di neonati affetti da deformità, disabilità e aberrazioni cromosomiche. Il WRI ha reso pubblico anche quanto sostengono ambientalisti locali, secondo i quali tra il 1996 e il 2009 almeno 2 000 persone morirono per i tumori dovuti all'inquinamento provocato dalla zona industriale di Map Ta Phut. Gli abitanti della zona erano inoltre tenuti all'oscuro di buona parte dei dettagli sull'inquinamento per la mancata applicazione della legge che obbliga le autorità a fornire informazioni esaustive sullo stato, le cause e gli effetti dell'inquinamento stesso.
Un'altra autorevole fonte del 2017 riportava molti casi di ricovero ospedaliero per difficoltà respiratorie dovute all'inquinamento dell'aria, con la percentuale di persone della provincia che soffrivano di disturbi respiratori maggiore che in qualsiasi altra provincia thailandese; veniva inoltre segnalata la presenza di 20 elementi cancerogeni tra i composti organici volatili uscenti dalle fabbriche ecc. Altri problemi riscontrati erano i periodici incidenti all'interno delle fabbriche, come esplosioni ecc., nei quali persero la vita diversi lavoratori e i casi di carenza di acqua potabile che avevano portato conflitti tra le fabbriche e le comunità locali. Tutti questi dati hanno spinto molti a sostenere che Map Ta Phut sia il luogo più tossico della Thailandia.